# Maison Eupalinos
Ne doit pas être confondu avec Villa Eupalinos.
La maison Eupalinos est l'une des maisons restaurées du village de Peyresq, situé dans le département des Alpes-de-Haute-Provence en France.
La maison appartient à la Société des architectes diplômés de la Ville de Bruxelles qui s'occupe de sa restauration depuis 1954. Le nom de la maison fait référence à Eupalinos de Mégare dont le nom avait déjà été donné à un chef-d'œuvre Art déco la villa Eupalinos construite en 1928.

## Histoire

### Acquisition de la maison
Le 4 janvier 1954, Georges Lambeau, architecte, fait à la S.A.D.Br des propositions en vue de l'achat d'une maison dans le village de Peyresq proposition qui fit l'objet d'un vote lors de l'assemblée générale ordinaire de la S.A.D.Br. réunie dans le grand auditoire de l'Académie le mercredi 15 juin 1955. Le vote fut favorable et un crédit de dix mille francs a été admis. Situé dans le département des Basses-Alpes en France, une grande partie du village est en ruine, de nombreuses maisons sont dégradées et seulement quelques-unes sont encore habitables. Le but est de restaurer et d'aménager l'ensemble des maisons pour accueillir des étudiants universitaires belges et étrangers.
À la suite du rapport de Igor Fawichevitch, architecte S.A.D.Br établi lors d'un visite sur place le 11 avril 1955, le Comité vote le premier subside pour envoyer des étudiants architectes à Peyresq lors de l'été suivant.

Du 6 au 20 juillet 1955, la première équipe débute la restauration de la Maison S.A.D.Br. Elle se compose de : Honoré Spreutels, étudiant architecte de 1re année, R. Brewaeys, J. Dehon et J. Van Grunderbeek, étudiants architecte de 4e année. Herman De Keyser, étudiant de 5e année, supervisant la restauration.
Les 22 juillet et 9 août 1955, Igor Fawichevitch s'occupe du relevé de la Maison. 

Dans les premières années, les travaux étaient donc réalisés pendant les mois d'été par des étudiants et jeunes architectes diplômés de l'Académie royale des beaux-arts de Bruxelles qui allaient y planter leur tente. Y participèrent les architectes De Preter, Drager et Muhl.
Les travaux de restauration se firent selon l'esprit de l'époque moins respectueux des éléments d'origine et sans étude historique préalable, avec des moyens parfois drastiques tels que l'abattage du mur sud, le remplacement des poutres du balcon et le bétonnage complet de la pièce d'entrée.
La maison fut inaugurée officiellement le 13 août 1967 en présence de Victor Martiny et d'autres architectes comme Henri Saint-Jean et Georges Piron.

### Fondation Jean Van Goethem
Né à Bruxelles le 7 février 1924, Jean Van Goethem était un étudiant architecture en première année à l'Académie royale des Beaux-Arts de Bruxelles. Engagé volontaire pendant la Seconde Guerre mondiale, il était soldat dans la Brigade Piron au sein du second bataillon, commandé par le sergent Joseph Biesmans.
Le 22 avril 1945 à 20H30, une mission est lancée sur la Bergse Maas dans les positions ennemies en direction de Meeuwen. Lors du retour en barque vers Sprang-Capelle, Jean Van Goethem dit "Nano" fut touché par plusieurs balles et il décédera à son arrivée. Lors de cette action, l'unité déplora également cinq autres tués (Joseph Biesmans, Arthur Coopman, Pierre Hauzeur, Charles Martens, et Philippe Speth) et quatre blessés (Guy Havaux qui manœuvrait la barque, Heens qui reçut une balle dans la cuisse, Mortier et Jozef Van Acker qui reçut un éclat d’obus dans la tête mais fut sauvé par son casque).

Les funérailles communes de Pierre Hauzeur, Joseph Biesmans et Jean Van Goethem ont été organisées à Kaatsheuvel (Waalwijk), le 24 avril 1945.
Jean Van Goethem fut inhumé par la suite au cimetière de Revin et eut comme citation : "Jeune engagé volontaire, plein d'idéal patriotique, faisait partie d'une section désignée pour une mission périlleuse dans les lignes ennemies. Faisant preuve d'un cran magnifique, a été mortellement atteint au cours de l'opération".

En hommage à leur fils, William Van Goethem et sa femme Suzanne, créeront un fonds géré par la S.A.D.Br, qui délivrera des bourses pour soutenir les élèves architectes ayant des difficultés à financer leurs études.

Le fonds Jean Van Goethem a permis également de financer les matériaux de construction et rénovation de la maison à Peyresq. 
Lors de l'inauguration officielle qui a eu lieu le 13 août 1967, la maison portera le nom "Maison Eupalinos" sera dédiée à Jean Van Goethem .